# Покровка (Ермаковский район)
Покровка — деревня в Ермаковском районе Красноярского края. Входит в состав Танзыбейского сельсовета.

## География
Расположено на левом берегу реки Кебеж, вблизи места впадения в неё реки Осиновки. Абсолютная высота — 335 метров над уровнем моря.

## История
Основана в 1895 году. В 1926 году в деревне Покровка (Осиновка) имелось 116 хозяйств и проживало 608 человек (305 мужчин и 303 женщина). В национальном составе населения того периода преобладали русские. В административном отношении являлась центром Покровского сельсовета Ермаковского района Минусинского округа Сибирского края.

## Население
| 1989 | 2002 | 2010 |
| ---- | ---- | ---- |
| 51   | ↗53  | ↘38  |

Половой состав
По данным Всероссийской переписи населения 2010 года в гендерной структуре населения мужчины составляли 60,5 %, женщины — соответственно 39,5 %.
Национальный состав
Согласно результатам переписи 2002 года, в национальной структуре населения русские составляли 87 % из 53 чел.